# Roewe 750
Der Roewe 750 ist ein PKW der chinesischen Marke Roewe. Das Fahrzeug ist ein optisch und technisch überarbeiteter Rover 75. Im Export wurde das Modell unter Anwendung des Badge-Engineerings als MG 750 angeboten.
Der Wagen unterscheidet sich optisch sowohl im Front- wie auch im Heckbereich vom Rover 75. Zudem wurde der Radstand wie auch die Gesamtlänge um etwa zehn Zentimeter verlängert, sodass das Fahrzeug nun die obere Mittelklasse repräsentierte. Die Mittelklasse wurde mit dem neu entwickelten Roewe 550 besetzt.
Als Standardmotorisierung dient ein 1,8-Liter-Turbomotor mit 118 kW, welcher dem des ehemaligen Rover 75 gleicht. Die leistungsfähigste Variante des Modells besteht aus einem 2,5-Liter-V6-Motor, welcher über eine Leistung von 135 kW verfügt. Die Ausstattungsvarianten im Entertainmentbereich wurden erweitert. ESP war nicht erhältlich, mit maximal vier Airbags bietet der Roewe 750 zwei weniger als der ursprüngliche Rover 75 und der parallel angebotene MG 7.
Geplant war ursprünglich, den Roewe 750 ab Herbst 2008 über das Händlernetz der SsangYong Motor Company in Deutschland zu vertreiben. Ssangyong stellte zuvor jedoch den Vertrieb seiner Autos in Deutschland ein.
2010 präsentierte SAIC auf der Automobilausstellung in Shanghai einen überarbeiteten Roewe 750. Im Jahr zuvor hatte SAIC dort die ersten Modellversionen mit Hybridantrieb sowie auch in einer reinen Elektrovariante der Weltöffentlichkeit präsentiert.
Am 9. November 2016 lief die Produktion des Roewe 750 aus.

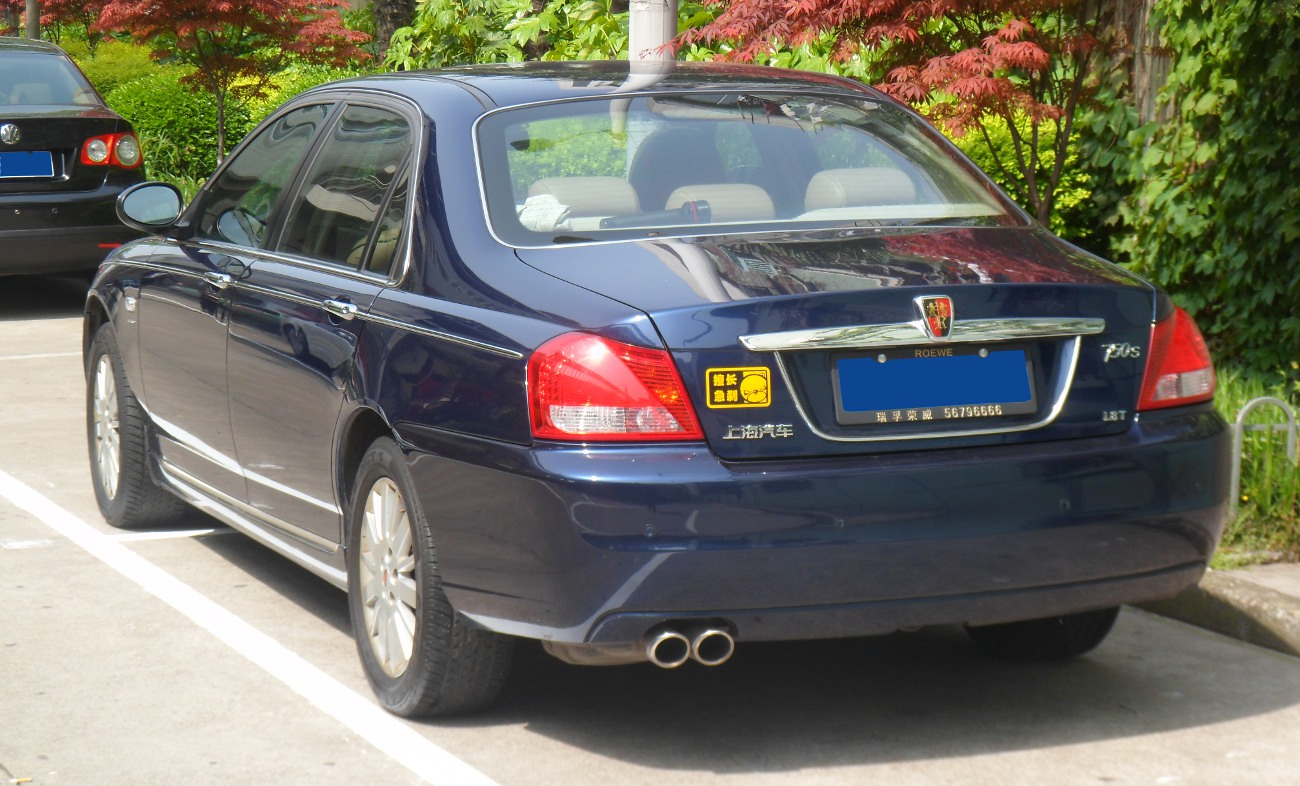
Heckansicht
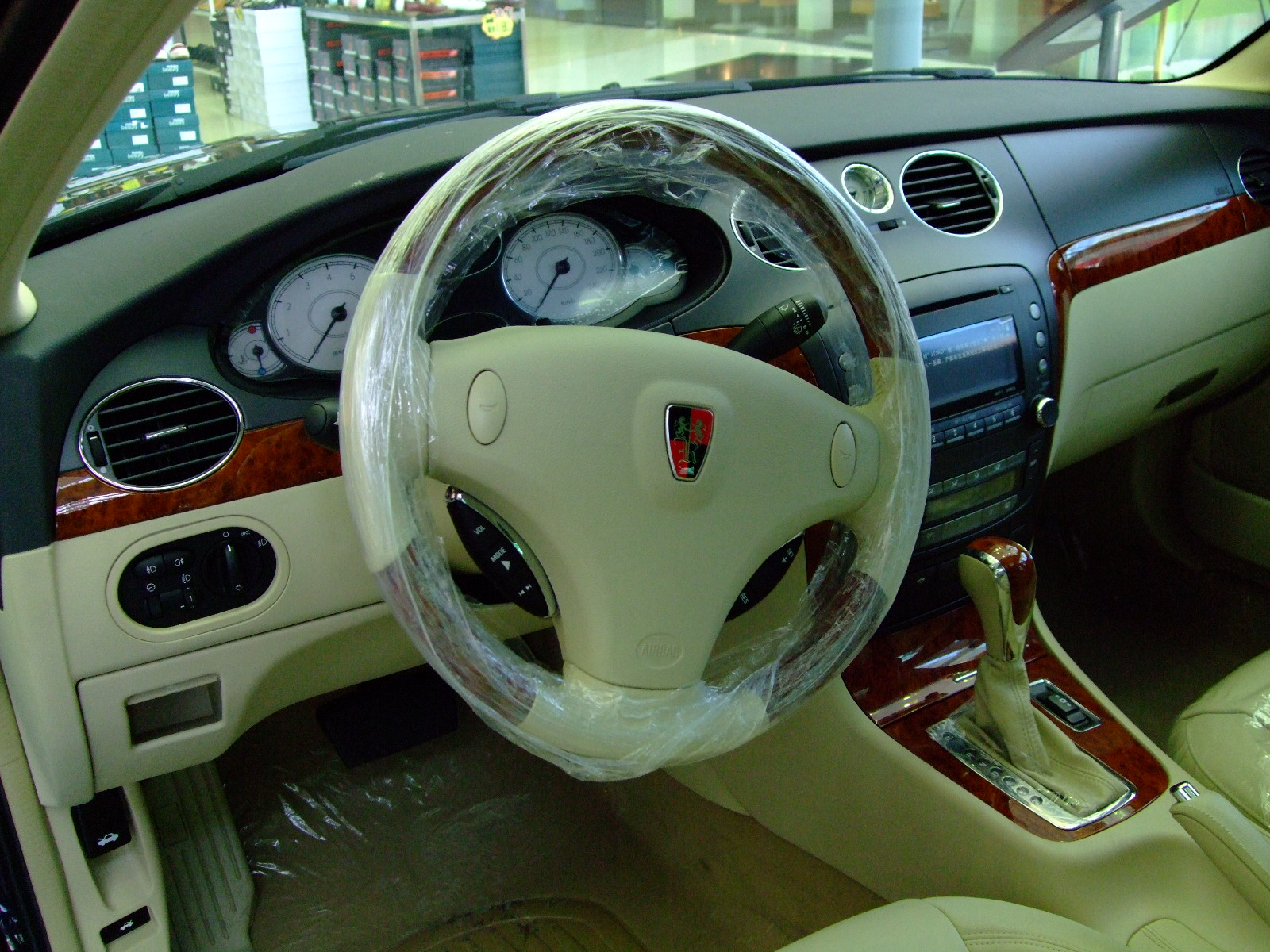
Interieur
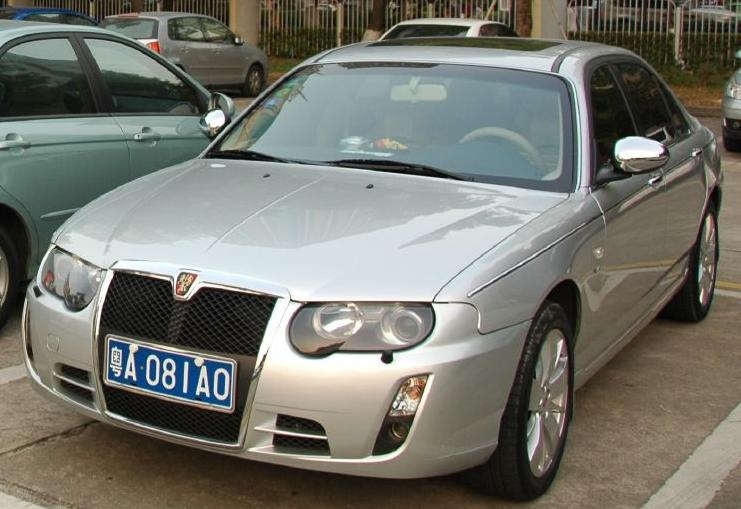
Roewe 750 (2011–2016)